# Coronación de Isabel II del Reino Unido
La coronación de la reina Isabel II como monarca del Reino Unido, Canadá, Australia, Nueva Zelanda, Sudáfrica, Pakistán y Ceilán se llevó a cabo el 2 de junio de 1953. Isabel ascendió al trono a la edad de 25 años, tras la muerte de su padre, el rey Jorge VI, el 6 de febrero de 1952, y fue proclamada reina por sus diversos consejos privados y ejecutivos poco después. La coronación se llevó a cabo más de un año después, cuando ya tenía 27, debido a la tradición que la ceremonia festiva es inapropiada de llevar a cabo durante el período de duelo que sigue a la muerte de un monarca. En una ceremonia intensamente religiosa, celebrada en la Abadía de Westminster, en Londres, la nueva reina fue presentada como la encarnación de los valores familiares cristianos tradicionales. Isabel hizo juramento de defender la ley y gobernar la Iglesia de Inglaterra. El programa oficial declaró: «Ella representa en su persona las virtudes permanentes, de obra, hogar y servicio, que son el fundamento de la sociedad».
Numerosas celebraciones tuvieron lugar en toda la Commonwealth y una medalla conmemorativa fue emitida. Fue la primera coronación británica en ser televisada.

## Preparativos
Durante un total de 14 meses de preparación, se organizó la ceremonia de coronación: la primera reunión de la Comisión de la Coronación fue en abril de 1952, bajo la presidencia del marido de la reina, Felipe, Duque de Edimburgo. A la vez, se formaron otros comités, como el Comité Mixto de la Coronación y el Comité Ejecutivo de la Coronación, presididos ambos por el Bernard Fitzalan-Howard, Duque de Norfolk, quien, por tradición, como Conde Mariscal, tenía la responsabilidad general de la ceremonia. Gran parte de la ornamentación y decoraciones quedaron bajo la responsabilidad de David Eccles, Ministro de Obras. Eccles describió su papel y el de la Earl Marshal así: "El Conde Mariscal es el productor - Yo soy el director de escena ...".

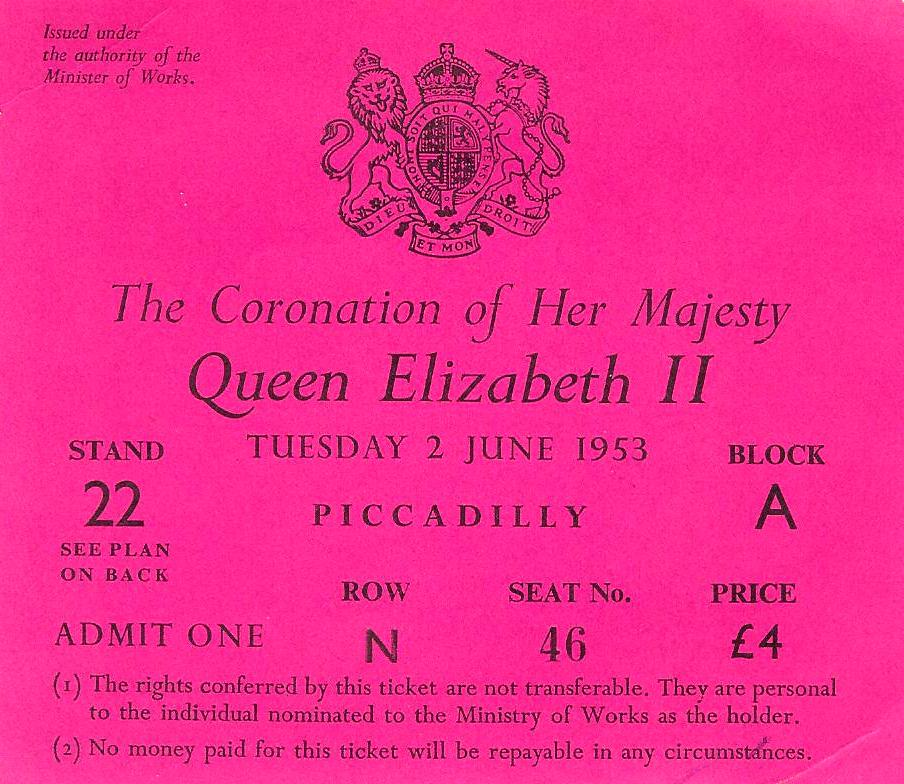
Entrada para una de las gradas dispuestas en Piccadilly Circus para la procesión hacia la abadía.

Estos comités se establecieron y fueron más de carácter internacional; Altos Comisionados de otros territorios de la Commonwealth eran miembros de estos grupos, lo que refleja la naturaleza dual nacional e internacional de la coronación. Aun así, aunque los organizadores británicos querían que fuera de otro modo, ninguno de los funcionarios de otros de los reinos de la Commonwealth, distintos al Reino Unido, participaron en el evento en sí; los gobiernos de esos países consideraban el acto como un único rito religioso correspondiente a Gran Bretaña: como el primer ministro canadiense Louis St. Laurent dijo en ese momento: "En mi opinión, la coronación es la entronización oficial del Soberano como Soberano del Reino Unido...estamos encantados de asistir y ser testigo de la Coronación de la Soberana del Reino Unido, pero no somos participantes directos en esa función".
La Comisión de la Coronación anunció en junio de 1952 que la coronación se llevaría a cabo un año más tarde, el 2 de junio. La abuela de Isabel, la reina María de Teck, murió el 24 de marzo de 1953, habiendo declarado en su última voluntad de que su muerte no debía afectar a la planificación de la coronación y el evento se realizara según lo programado.
Norman Hartnell fue encargado por la reina para diseñar los trajes para todos los miembros de la familia real y, sobre todo, el vestido que ella se pondría en la coronación, que se desarrolló a través de nueve propuestas. La versión final fue el resultado de su propia búsqueda, así como numerosas reuniones personales con la reina: era un vestido de seda blanca bordada con los emblemas florales de los países de la Commonwealth de la época (la rosa Tudor de Inglaterra, el cardo de Escocia, el puerro de Gales, el trébol irlandés de Irlanda del Norte, la acacia de Australia, la hoja de arce de Canadá, el helecho plateado de Nueva Zelanda, la protea de Sudáfrica, dos flores de loto de la India y Ceilán y el trigo, algodón y yute de Pakistán). Desconocido para la reina en el momento de la entrega del vestido, sin embargo, fue el único trébol de cuatro hojas bordado en el vestido, del lado izquierdo, donde la mano de Isabel estaría durante todo el día.
Isabel, por su parte, ensayaba para la ceremonia junto a sus damas de honor, una camisa en lugar de la capa de terciopelo y sillas dispuestas para el transporte. Para que pudiera acostumbrarse a su tacto y el peso, la reina también llevaba la Corona Imperial del Estado, mientras ella se dedicaba a sus asuntos diarios, luciéndola ella en su escritorio, a la hora del té y al leer el periódico. Isabel participó en dos ensayos completos en la Abadía de Westminster, el 22 y el 29 de mayo; aunque otras fuentes afirman que la reina asistió a cualquiera de "varios" ensayos o solo a uno. Lavinia Fitzalan-Howard, duquesa de Norfolk, por lo general, hizo las veces de la reina en los ensayos.

## Evento
La ceremonia de coronación de Isabel siguió un patrón similar al de las coronaciones de los reyes y reinas previos a ella, celebradas en la Abadía de Westminster, y que implicaban la participación de la nobleza y el clero. Sin embargo, para la nueva reina, varias partes de la ceremonia fueron marcadamente diferentes. La coronación de la reina fue la primera en ser televisada (aunque el servicio de televisión de la BBC había cubierto parte de la procesión de la Abadía de Westminster después de la coronación de su padre en 1937), y también fue el primer evento internacional del mundo que se emitirá en televisión. Había habido un debate considerable dentro del gabinete británico sobre el tema, con el primer ministro Winston Churchill contra la idea de la transmisión; pero, Isabel rechazó el consejo de su primer ministro británico en esta materia e insistió en que el evento tuviera lugar ante las cámaras de televisión, así como aquellos la experimentación con la naciente tecnología 3D. El evento, a pesar de ser filmado en color, fue separado en blanco y negro para la emisión de televisión de la BBC. Millones en toda Gran Bretaña observaron la coronación en vivo, mientras que, para asegurar que los canadienses pudieran verla el mismo día, la Canberras de la Real Fuerza Aérea Británica volaron con la película de la ceremonia a través del Océano Atlántico, para ser emitidos por la Canadian Broadcasting Corporation (primeros vuelos sin escalas entre el Reino Unido y Canadá). En Goose Bay, Labrador, la película era transferida a personal de CF-100 de la Real Fuerza Aérea Canadiense para el viaje hasta Montreal. En total, se realizaron tres viajes, mientras la coronación proseguía.

### Procesión
A lo largo de una ruta llena de marineros, soldados y aviadores y mujeres de todo el Imperio Británico y la Commonwealth, invitados y funcionarios pasaron en procesión antes unos tres millones de espectadores que se reunieron en las calles de Londres, algunos acampando durante la noche para asegurar un punto de observación de la monarca, y otros que construyeron gradas y andamios a lo largo de la ruta. Para los que no estaban presentes para presenciar el evento, más de 200 micrófonos estaban estacionados a lo largo de la ruta y en la Abadía de Westminster, con 750 comentaristas de radiodifusión en 39 idiomas; mientras más de veinte millones de espectadores en todo el mundo vieron la cobertura.
La procesión incluía a la realeza y jefes de Estado a caballo en dirección a la Abadía de Westminster, además de varios carruajes extranjeros, tantos que se requirió que los voluntarios, desde hombres de negocios a propietarios rurales, que complementaran las filas insuficientes de infantes regulares. La primera carroza real dejó el Palacio de Buckingham y se trasladó a The Mall, que estaba lleno de banderas ondeando y multitudes entusiastas. Fue seguido por el carruaje Irish State que transportaba a Isabel, la Reina Madre, quien llevaba la diadema de su corona con el diamante Koh-i-Noor. La procesión siguió, luego de dejar The Mall, a Trafalgar Square, y hacia la abadía en el carruaje Gold State. Unido a los hombros de su vestido, la reina llevaba el Manto del Estado, de 5,5 metros de largo, tejido a mano con seda de terciopelo y forrado con armiño canadiense; y que requería la asistencia de sus damas de honor (Lady Jane Vane-Tempest-Stewart, Lady Anne Coke, Lady Moyra Hamilton, Lady Mary Baillie-Hamilton, Lady Jane Heathcote-Drummond-Willoughby, Lady Rosemary Spencer-Churchill y Mary Cavendish, duquesa de Devonshire) para poder ser transportado.
La procesión de retorno siguió una ruta que de 8 kilómetros de largo, pasando por Whitehall, Trafalgar Square, Pall Mall, Hyde Park Corner, Marble Arch, Oxford Circus y finalmente hasta The Mall, para llegar al Palacio de Buckingham. Diez mil personas, parte del personal de servicio de toda la Commonwealth y el Imperio marcharon en una procesión de 3,2 kilómetros de largo, y que tardaba 45 minutos para pasar cualquier punto dado. Por su parte, 15.800 personas alinearon la ruta. El desfile fue encabezado por el Coronel Burrows de la Oficina de Guerra y cuatro bandas de regimiento. Luego vinieron los contingentes coloniales, las tropas de los reinos de la Commonwealth, seguido por la Real Fuerza Aérea, el ejército, la Marina real y, finalmente, la Household Division. Detrás de las tropas marchando, le continuaba una procesión de carro conducido por los gobernantes de los protectorados británicos, entre ellos Carlota Tupou III, reina de Tonga, los primeros ministros de la Commonwealth, los príncipes y princesas de sangre real y la reina madre. Precedido por los jefes de las Fuerzas Armadas británicas a caballo, el carruaje Gold State era acompañado por los Yeomen of the Guard, la Household Cavalry y seguido por los ayudantes de campo de la reina.
|                                                            |
| Whitehall días antes de la coronación. 30 de mayo de 1953. |

| |
| Jóvenes australianas pernoctando en The Mall, a la espera del día de la coronación. 31 de mayo de 1953. |

|                                                                  |
| Caballerizas reales el día de la coronación. 2 de junio de 1953. |

|                                                       |
| The Mall el día de la coronación. 2 de junio de 1953. |

### Invitados
Luego de permanecer cerrada desde la adhesión de la reina, para los preparativos de la coronación, la Abadía de Westminster fue abierta a las 6 de la mañana del Día de la Coronación para recibir a los aproximadamente 8.000 invitados de toda la Commonwealth; entre los individuos más prominentes se encontraban los familiares de la reina y de la realeza extranjera, los pares del Reino Unido, jefes de Estado y miembros del Parlamento. Poco después de las 8:30 de la mañana, la reina de Tonga Carlota Tupou III ingresó a la abadía, destacando por su alegre actitud mientras viajaba a través de Londres bajo la lluvia en un coche descubierto, debido a la costumbre tongana de no seguir las costumbres de la persona a la que se está honrando, y como símbolo de que nadie es más grande que la reina en su día de coronación. A su vez, el general George Marshall, secretario de Estado de los Estados Unidos famoso por implementar el Plan Marshall, fue nombrado presidente de la delegación estadounidense a la coronación, y asistió junto a su esposa Katherine.
Entre otros dignatarios que asistieron al evento estaban Sir Winston Churchill, los primeros ministros de India y Pakistán, Jawaharlal Nehru y Mohammad Ali Bogra y el Coronel Anastasio Somoza Debayle de Nicaragua.

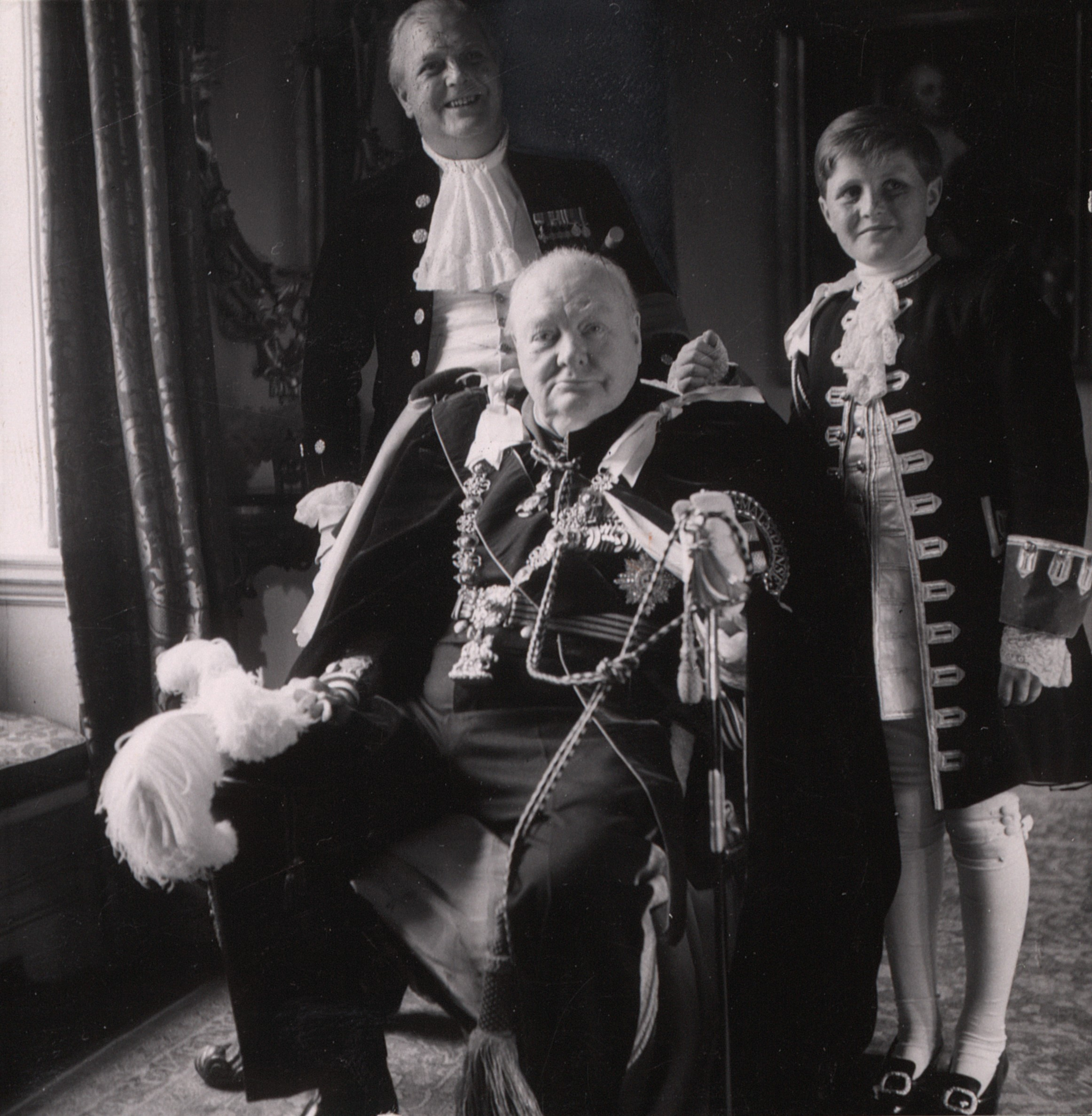
Winston Churchill junto a su hijo Randolph y su nieto Winston con indumentaria para la ceremonia de coronación.
Fotografía de Toni Frissell, Londres, 1953.

Las personas sentadas en taburetes, construidos especialmente para la ocasión, podían comprar el suyo posteriormente a la ceremonia, lo que reportaba beneficios para costear la coronación.

### Ceremonia
Precedía a la reina, en su entrada a la abadía, la Corona de San Eduardo, llevada por Andrew Browne Cunningham, Lord gran senescal, flanqueado por dos pares, mientras que los Arzobispos y Obispos auxiliares de la Iglesia de Inglaterra, con sus capas pluviales y mitras, esperaban fuera de la Gran Puerta del Oeste a la llegada de la reina. Cuando Isabel arribó, cerca de las 11:00 de la mañana, se encontró con que la fricción entre sus ropas y la alfombra le causó dificultades para caminar, y ella dijo al Arzobispo de Canterbury Geoffrey Fisher, "Hágame empezar". Una vez en marcha, la procesión, que incluía a los diversos Altos Comisionados de la Commonwealth portando estandartes con los escudos de armas de sus respectivas naciones, se introdujeron dentro de la abadía, por el pasillo central y por el coro al escenario dispuesto, mientras el coro cantaba I was glad, utilizado como himno en las ceremonias de coronación, y creado por Sir Hubert Parry basádonse en el Salmo 122. Mientras Isabel rezaba y luego procedía a sentarse en la Silla del Estado al sur del altar, los obispos transportaban la parafernalia religiosa (Biblia, patena y cáliz) y los pares hacían entregan de las insignias reales al arzobispo de Canterbury, quien, a su vez, se las entregaba al deán de Westminster Alan Don, quien las colocaba en el altar.

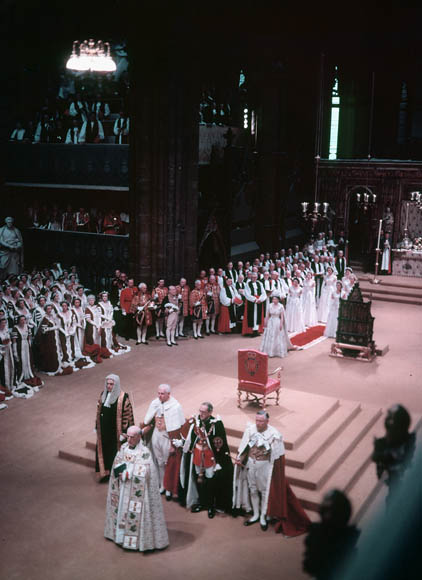
Ceremonia de coronación.
Abadía de Westminster, 2 de junio de 1953.

Luego, la reina se movió hacia la silla de San Eduardo o silla de la coronación, junto a Fisher, junto al Lord canciller Gavin Simonds, el Lord gran chambelán George Cholmondeley, el Lord Alto Condestable Alan Brooke y el Conde Mariscal Bernard Fitzalan-Howard, todos liderados por el Rey de armas principal de la Jarretera George Bellew, pidió a la audiencia en cada dirección de la brújula por separado: "Señores, les presento a la Reina Isabel, su reina indiscutida. Por tanto, todos los que han venido este día a prestarle vasallaje y servicio ¿están dispuestos a hacerlo?". A ello, la multitud responde "¡Dios salve a la Reina Isabel!" cada vez, a cada uno de los cuales se le unía una reverencia a la reina.
Sentado nuevamente en la silla de San Eduardo, a continuación el arzobispo de Canterbury tomó a Isabel el juramento de coronación. En este, la reina juró gobernar cada uno de sus países de acuerdo con sus respectivas leyes y costumbres, impartir la ley y la justicia con misericordia, mantener el protestantismo en el Reino Unido y proteger a la Iglesia de Inglaterra y preservar a sus obispos y el clero. Se procedió al altar donde ella declaró, "Todo lo que hasta aquí he prometido lo cumpliré y guardaré con la ayuda de Dios", antes de besar la Biblia, presentada por el deán de Westminster, y firma el acta. Luego, el Moderador de la Asamblea General de la Iglesia de Escocia James Pitt-Watson, tomó la Biblia y la presentó a la reina de nuevo, diciendo: "Nuestra bondadosa Reina: para mantener su Majestad siempre consciente de la ley y el Evangelio de Dios como la Regla para toda la vida y  gobierno de los príncipes cristianos, os presentamos con este libro, lo más valioso que este mundo ofrece. Aquí está la sabiduría; esta es la verdadera Ley, esta es la palabra viva de Dios". Isabel le devolvió el libro a Pitt-Watson, que se lo pasó nuevamente al deán de Westminster.
A continuación, se llevó a cabo el servicio, con la participación de tanto el clero como de Isabel, mientras Fisher rezaba: "Oh Dios...concede a esta tu sierva Isabel, nuestra Reina, el espíritu de sabiduría y gobierno, para que devota a ti con todo corazón, ella pueda gobernar con prudencia, que en su tiempo la Iglesia puede estar en la seguridad, y la devoción cristiana puede continuar en paz"; antes de leer varios pasajes de la Primera Epístola de Pedro, Salmos y el Evangelio de Mateo. Isabel fue entonces ungida, mientras se coreaba Zadok the Priest y las joyas y capa de la reina fueron retirados por el conde de Ancaster y la Mistress of the Robes Mary Cavendish, duquesa de Devonshire, dejando a la reina solamente con un vestido blanco de lino simple, también diseñado por Hartnell. En la silla de la coronación, Fisher, asistido por el deán de Westminster, hizo una cruz en la frente de la reina con el aceite santo a partir de la misma base que se había utilizado en la coronación de su padre. A medida que este segmento de la ceremonia se consideraba absolutamente inviolable, la vista de las cámaras de televisión fue tapada por un dosel de seda sostenido por encima de la reina por cuatro caballeros de la Orden de la Jarretera. Cuando esta parte de la coronación fue completada, y el dosel quitado, el deán y la duquesa de Devonshire colocaron a la monarca la colobium sindonis y la supertunica.
Desde el altar, el deán pasó al Lord gran chambelán las espuelas, que fueron presentadas a la reina y que luego fueron vueltas a colocar en el altar. La Espada del Estado luego pasó a manos de Isabel, que, después de una oración pronunciada por Fisher, la colocó en el altar, y el par que había previamente la sostenía la llevó de nuevo después de pagar una suma de 100 chelines. La reina giró a continuación, con los Armíllae (brazaletes), estola real, capa real y el Orbe del Soberano, seguido por el anillo de la Reina, el cetro de la cruz y el cetro de la paloma . Con los dos primeros en su mano derecha y el segundo en la izquierda, la reina Isabel fue coronada por el Arzobispo de Canterbury, con la multitud gritando "¡Dios salve a la reina!" tres veces en el momento exacto en que la corona de San Eduardo tocó la cabeza del monarca. Los príncipes y sus pares, a su vez, se colocaron sus respectivas coronas y una salva de 21 disparos fue disparada desde la Torre de Londres.

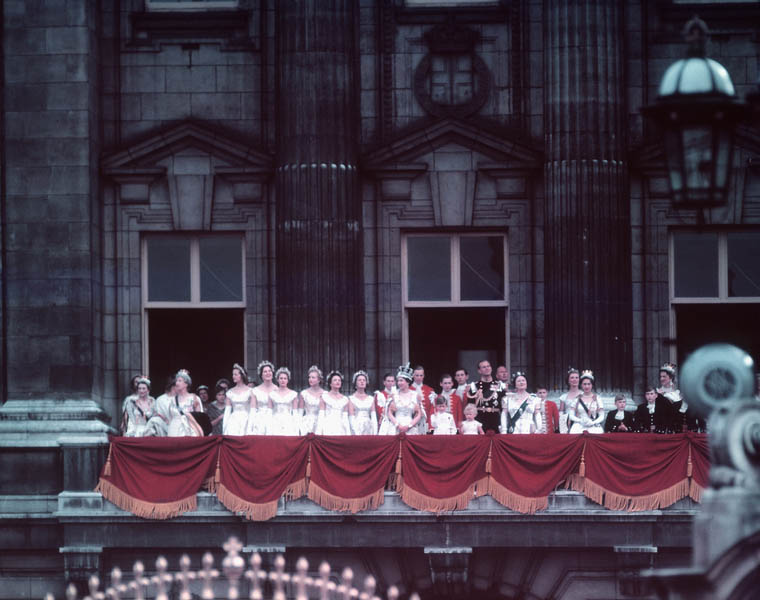
Isabel y la familia real en el balcón central del Palacio de Buckingham.
Londres, 2 de junio de 1953.

Con la lectura de la bendición, Isabel se trasladó al trono y el arzobispo de Canterbury y todos los obispos le manifestaron su lealtad; después de lo cual, mientras el coro cantaba, los pares del Reino Unido se dirigieron a jurar lealtad. Liderados por el marido de la monarca, Felipe de Edimburgo, Enrique de Gloucester y Eduardo de Kent, cada par debía rendir su homenaje personal y jurar lealtad a Isabel. Cuando el último barón había completado esta tarea, el conjunto gritó "¡Dios salve a la reina Isabel! ¡Larga vida a la reina Isabel! ¡Que la Reina viva para siempre!". Después de haber eliminado toda su regalía real, Isabel se arrodilló y tomó la comunión, incluyéndose una confesión y absolución general, y, junto con la congregación, se recitó el Padre nuestro.
Llevando la Corona Imperial del Estado y sosteniendo el cetro con la cruz y el orbe, mientras los invitados reunidos cantaban God Save the Queen, Isabel dejó la abadía de Westminster caminando a través de la nave y el ábside, hacia la Gran Puerta del oeste, seguido de los miembros de la familia real, el clero, los primeros ministros y otros. Entonces, transportada de vuelta al Palacio de Buckingham en el carruaje Gold State, con una escolta de miles de miembros de las fuerzas armadas de toda la Commonwealth, la reina apareció en el balcón central del palacio, ante una multitud, mientras un desfile de aviones pasaba por encima.

### Música
A pesar de que muchos habían asumido que el Maestro de Música de la Reina Arnold Bax sería el director de música en la coronación, se decidió en su lugar nombrar al organista y maestro de los coristas en la abadía, William McKie como director. Mckie, quien ya había estado a cargo de la música en la boda real en 1947, convocó a un comité asesor con Bax y Sir Ernest Bullock, que había dirigido la música en la coronación anterior.
Referido a la elección de la música, la tradición imponía que Zadok the Priest de Georg Friedrich Händel y I was glad de Parry debían estar incluidas entre los himnos. Otras obras corales incluían Rejoice in the Lord alway del siglo XVI y Thou wilt keep him in perfect peace de Samuel Sebastian Wesley. Otra tradición era la composición de nuevas obras: Ralph Vaughan Williams creó un nuevo motete llamado O Taste and See, William Walton compuso un ajuste para el Te Deum, y el compositor canadiense Healy Willan escribió el himno O Lord our Governor. Además, se planificaron cuatro nuevas piezas orquestales: Arthur Bliss compuso Processional; William Walton, Orb and Sceptre; Bax, Coronation March; y Benjamin Britten, quien había acordado componer una pieza, enfermó de gripe y luego tuvo que hacer frente a las inundaciones en Aldeburgh, por lo que se presentó Pompa y circunstancia de Edward Elgar en su lugar, al final de la ceremonia. Una innovación, a sugerencia de Vaughan Williams, fue la inclusión de un himno en el que pudiera participar la congregación. Esto resultó controversial y no se incluyó en el programa hasta que fue consultado con la reina y dio su veredicto a favor. Williams escribió un arreglo elaborado del tradicional salmo métrico escocés Old 100th, que incluía fanfarrias de trompetas militares.
El coro de la coronación fue una combinación de los coros de la Abadía de Westminster, la Catedral de San Pablo, la Capilla Real y la Capilla de San Jorge en Windsor. Además de esos coros establecidos, la Real Escuela de Música de la Iglesia llevó a cabo audiciones para encontrar veinte jóvenes soprano que representaran a las diferentes regiones del Reino Unido. Junto con doce sopranos elegidos de los diversos coros catedralicios británicos, los jóvenes seleccionados pasaron un mes de formación en el Palacio de Addington. El complemento final de coristas comprendía 182 jóvenes soprano, 37 hombres altos, 62 tenores y 67 bajos. Junto con una orquesta completa, dirigida por Sir Adrian Boult, el número total de músicos era 480, incluyendo a la prestigiosa organista francesa Jeanne Demessieux, quien fue la primera mujer en tocar el órgano en la Abadía de Westminster.

## Celebraciones y monumentos
En todos los dominios ingleses, el resto de la Commonwealth, y en otras partes del mundo, se llevaron a cabo celebraciones por la coronación. La medalla conmemorativa de la coronación fue regalada a miles de destinatarios a través de los reinos de Isabel, mientras que en Canadá, Nueva Zelanda, Sudáfrica y el Reino Unido, se emitieron monedas conmemorativas. Tres millones de medallas de bronce de la coronación fueron ordenados por el gobierno canadiense a la Royal Canadian Mint, y distribuidos a todos los estudiantes del país: mostraba en el anverso la efigie de Isabel y en el reverso la cifra real por encima de la palabra CANADA, todas circunscritas por ELIZABETH II REGINA CORONATA MCMLIII.
Al igual que la coronación de Jorge VI, bellotas desprendidas de robles del Windsor Great Park, cercano al Castillo de Windsor, fueron enviadas alrededor de la Commonwealth y plantados en parques, escuelas, cementerios y jardines privados. Estos nuevos robles se les conoció como Royal Oaks o Coronation Oaks.

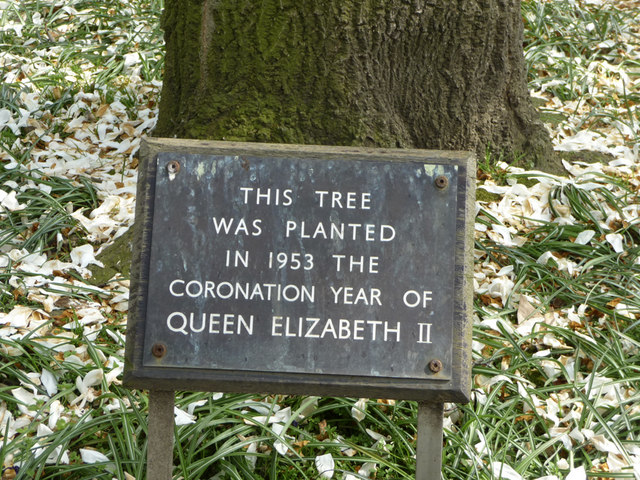
Royal Oak o Coronation Oak.
Lincoln's Inn Fields, Londres.

En Londres, la reina ofreció un almuerzo por su coronación, para lo cual fue ideada una nueva receta de pollo, conocido como Coronation chicken, y un espectáculo de fuegos artificiales fue montado sobre Victoria Embankment.  Además, numerosas fiestas en las calles se montaron alrededor del Reino Unido. La Coronation Cup fue celebrada en Hampden Park, Glasgow en mayo, y dos semanas antes de la coronación, la revista literaria infantil Collins Magazine cambió su nombre a The Young Elizabethan. La noticia de que Edmund Hillary y Tenzing Norgay habían llegado a la cumbre del Monte Everest llegó a Gran Bretaña el día de la coronación de Isabel; los medios de comunicación neozelandeses, estadounidenses y británicos lo denominaron como "un regalo de la coronación para la nueva reina".
Tatuajes militares, carreras de caballos, desfiles y fuegos artificiales fueron montaron en Canadá. El gobernador general del país Vincent Massey, proclamó día de fiesta nacional y presidió las celebraciones en el Parliament Hill en Ottawa, donde fue transmitida la coronación de la Reina y su estandarte real personal fue trasladado desde Peace Tower. Más tarde, un concierto público se llevó a cabo en Parliament Hill y el gobernador general organizó un baile en Rideau Hall. En Terranova, se les dio 90.000 cajas de dulces a los niños, algunos de ellos arrojados por la Real Fuerza Aérea Canadiense; y en Montreal, 400.000 personas se reunieron, 100.000 de ellos solo en Jeanne-Mance Park. Un espectáculo multicultural fue inaugurado en Toronto, exposiciones tuvieron lugar en las provincias de las Praderas, y en Vancouver, la comunidad china realizó la danza del león al público. En la península de Corea, soldados canadienses que prestaban servicio en la guerra de Corea, reconocieron el día por cortinas de humo rojo, blanco y azul, y bebieron raciones de ron.